# 4 × 400 meter mixstafett i friidrott vid olympiska sommarspelen 2024
4 × 400 meter mixstafett vid olympiska sommarspelen 2024 avgjordes den 2 och 3 augusti 2024 på Stade de France i Paris. 16 lag från 16 nationer deltog i tävlingen. Det var andra gången grenen fanns med i ett OS och den har funnits med i OS sedan 2000.

Finalen i 4 x 400 m mixstafett.

Varje lag bestod av två damer och två herrar. Första gången grenen fanns med i OS år 2000 kunde lagen själva välja ordningen på löparna men i Paris sprangs loppen varannan manlig och kvinnlig med start av herrar. Tävlingen bestod av två omgångar, kval och final.
Åtta lag kunde ta sig till final från kvalomgången som genomfördes i två heat. USA satte ett nytt världsrekord på 3:07,41 minuter i heat 1. Lagen från Frankrike, Storbritannien, Belgien, Jamaica, Nigeria och Schweiz slog alla sina nationella rekord.
I finalen gjorde USA ett sämre resultat och det gav  Nederländerna möjlighet att vinna guldmedaljen på 3:07,43 minuter som var ett nytt europeiskt rekord. USA vann silver med 3:07,74 och Storbritannien tog bronset med 3:08,01, vilket satte ett nytt nationellt rekord.

## Kvalificering till OS-grenen
Kvalificeringsperioden för 4 x 400 meter mixstafett var mellan 1 juli 2023 och 30 juni 2024. 16 nationer kvalificerade sig till evenemanget, med högst ett lag per nation. Av dem 14 länder tog sig till OS via tävlingen World Athletics Relays 2024 och de två kvarvarande platserna utdelades till länder med högst världsrankning.

## Schema
Alla tider är CET.
| Datum          | Tid   | Omgång |
| -------------- | ----- | ------ |
| 2 augusti 2024 | 19:10 | Kval   |
| 3 augusti 2024 | 20:55 | Final  |

## Rekord
Innan tävlingens start fanns följande rekord:
| Rekord           | Idrottare                                                                             | Längd   | Plats            | Datum           |
| ---------------- | ------------------------------------------------------------------------------------- | ------- | ---------------- | --------------- |
| Världsrekord     | (Justin Robinson, Rosey Effiong, Matthew Boling, Alexis Holmes) (USA)                 | 3:08,80 | Budapest, Ungern | 19 augusti 2023 |
| Olympiskt rekord | (Karol Zalewski, Natalia Kaczamarek, Justyna Święty-Ersetic, Kajetan Duszyński) (POL) | 3:09,87 | Tokyo, Japan     | 31 juli 2021    |

| Område                                   | Längd        | Idrottare                                                                      | Nation     |
| ---------------------------------------- | ------------ | ------------------------------------------------------------------------------ | ---------- |
| Afrika                                   | 3:11,88      | (Zablon Ekwam, Mary Moraa, Mall:Kelvin Tauta, Mercy Chebet)                    | Kenya      |
| Asien                                    | 3:11,82      | (Musa Isah, Aminat Yusuf Jamal, Salwa Eid Naser, Abbas Abubakar Abbas)         | Bahrain    |
| Europa                                   | 3:09,87      | (Karol Zalewski, Natalia Kaczmarek, Justyna Święty-Ersetic, Kajetan Duszyński) | Polen      |
| Nordamerika, Centralamerika och Karibien | 3:08,80 0VR0 | (Justin Robinson, Rosey Effiong, Matthew Boling, Alexis Holmes)                | USA        |
| Oceanien                                 | 3:17,00      | (Bendere Oboya, Anneliese Rubie-Renshaw, Tyler Gunn, Alex Beck)                | Australien |
| Sydamerika                               | 3:14,48      | (Jhon Perlaza, Lina Licona, Nicolás Salinas, Evelis Aguilar)                   | Colombia   |

## Resultat
Anmärkningarnas förklaring finns längst ner.

### Kval
Kvalomgången hölls i två heat. De tre första lagen i varje heat 0Q0 plus de två snabbaste lagen totalt 0q0 gick till final.
| Plac. | Heat | Nation                  | Idrottare                                                                          | Resultat | Anmärkning  |
| ----- | ---- | ----------------------- | ---------------------------------------------------------------------------------- | -------- | ----------- |
| 1     | 1    | USA                     | Vernon Norwood, Shamier Little, Bryce Deadmon, Kaylyn Brown                        | 3:07,41  | 0Q0 VR0 OR0 |
| 2     | 1    | Frankrike               | Muhammad Kounta, Louise Maraval, Téo Andant, Amandine Brossier                     | 3:10,60  | 0Q0 NR0     |
| 3     | 2    | Storbritannien          | Samuel Reardon, Laviai Nielsen, Alex Haydock-Wilson, Nicole Yeargin                | 3:10,61  | 0Q0 NR0     |
| 4     | 1    | Belgien                 | Jonathan Sacoor, Helena Ponette, Kévin Borlée, Naomi Van Den Broeck                | 3:10,74  | 0Q0 NR0     |
| 5     | 2    | Nederländerna           | Eugene Omalla, Lieke Klaver, Isaya Klein Ikkink, Cathelijn Peeters                 | 3:10,81  | 0Q0         |
| 6     | 1    | Jamaica                 | Reheem Hayles, Junelle Bromfield, Zandrion Barnes, Stephenie Ann McPherson         | 3:11,06  | 0q0 NR0     |
| 7     | 1    | Polen                   | Maksymilian Szwed, Marika Popowicz-Drapała, Karol Zalewski, Justyna Święty-Ersetic | 3:11,43  | 0q0         |
| 8     | 2    | Italien                 | Luca Sito, Anna Polinari, Edoardo Scotti, Alice Mangione                           | 3:11,59  | 0Q0         |
| 9     | 2    | Nigeria                 | Samuel Ogazi, Ella Onojuvwevwo, Ifeanyi Emmanuel Ojeli, Patience Okon George       | 3:11,99  | 0NR0        |
| 10    | 2    | Irland                  | Christopher O'Donnell, Sophie Becker, Thomas Barr, Sharlene Mawdsley               | 3:12,67  |             |
| 11    | 1    | Schweiz                 | Charles Devantay, Giulia Senn, Lionel Spitz, Yasmin Giger                          | 3:12,77  | 0NR0        |
| 12    | 1    | Kenya                   | David Kapirante, Veronica Mutua, Boniface Mweresa, Mercy Chebet                    | 3:13,13  |             |
| 13    | 1    | Bahamas                 | Wendell Miller, Javonya Valcourt, Alonzo Russell, Quincy Penn                      | 3:14,58  |             |
| 14    | 2    | Ukraina                 | Oleksandr Pohorilko, Tetyana Melnyk, Danylo Danylenko, Maryana Shostak             | 3:15,51  |             |
| 15    | 2    | Tyskland                | Jean Paul Bredau, Alica Schmidt, Manuel Sanders, Eileen Demes                      | 3:15,63  |             |
| 16    | 2    | Dominikanska republiken | Erick Joel Sánchez, Milagros Durán, Robert King, Anabel Medina                     | 3:18,39  |             |

### Final
| Plac. | Bana | Nation         | Idrottare                                                                        | Resultat | Anmärkning |
| ----- | ---- | -------------- | -------------------------------------------------------------------------------- | -------- | ---------- |
| 1     | 7    | Nederländerna  | Eugene Omalla, Lieke Klaver, Isaya Klein Ikkink, Femke Bol                       | 3:07,43  | 0AR0       |
| 2     | 5    | USA            | Vernon Norwood, Shamier Little, Bryce Deadmon, Kaylyn Brown                      | 3:07,74  |            |
| 3     | 8    | Storbritannien | Samuel Reardon, Laviai Nielsen, Alex Haydock-Wilson, Amber Anning                | 3:08,01  | 0NR0       |
| 4     | 4    | Belgien        | Alexander Doom, Helena Ponette, Jonathan Sacoor, Naomi Van Den Broeck            | 3:09,36  | 0NR0       |
| 5     | 2    | Jamaica        | Reheem Hayles, Junelle Bromfield, Zandrion Barnes, Stephenie Ann McPherson       | 3:11,67  |            |
| 6     | 9    | Italien        | Luca Sito, Giancarla Trevisan, Edoardo Scotti, Alice Mangione                    | 3:11,84  |            |
| 7     | 3    | Polen          | Maksymilian Szwed, Justyna Święty-Ersetic, Karol Zalewski, Alicja Wrona-Kutrzepa | 3:12,39  |            |
| –     | 6    | Frankrike      | Muhammad Abdallah Kounta, Louise Maraval, Fabrisio Saïdy, Amandine Brossier      | 3:10,84  | 0DSQ0      |